# يوسف كوفاتش
يوسف كوفاتش (بالرومانية: Iosif Kovács)‏ (13 نوفمبر 1921 في رومانيا - 2003) هو لاعب كرة قدم روماني في مركز الوسط، شارك في الألعاب الأولمبية الصيفية 1952. وشارك مع منتخب رومانيا لكرة القدم. أما مع النوادي، فقد لعب مع نادي تشينزول تيميشوارا ونادي ريبنسيا تيميشوارا وطمشوار 1933 ‏ وFC Carmen București ‏ وFC Craiova ‏.

## وصلات خارجية
- يوسف كوفاتش على موقع قاعدة بيانات كرة القدم.إي يو (الإنجليزية)
- يوسف كوفاتش على موقع ناشيونال فوتبول تيمز (الإنجليزية)
- يوسف كوفاتش على موقع عالم كرة القدم.نت (الإنجليزية)
- يوسف كوفاتش على موقع أوليمبيديا (الإنجليزية)